# コンチェルト (レストラン船)

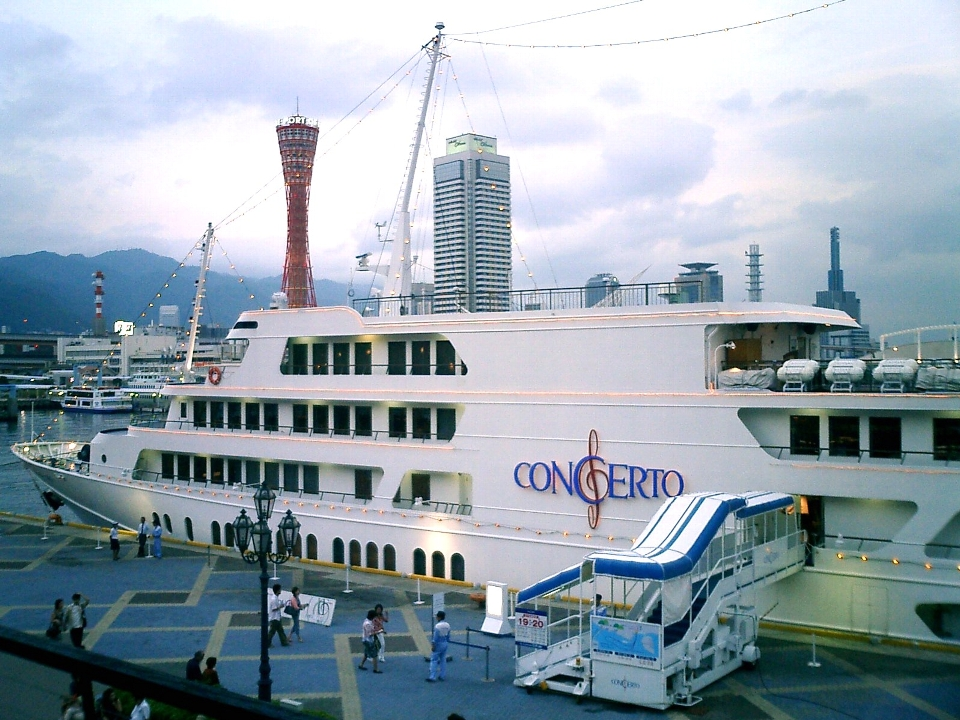
側面（高浜旅客ターミナル）

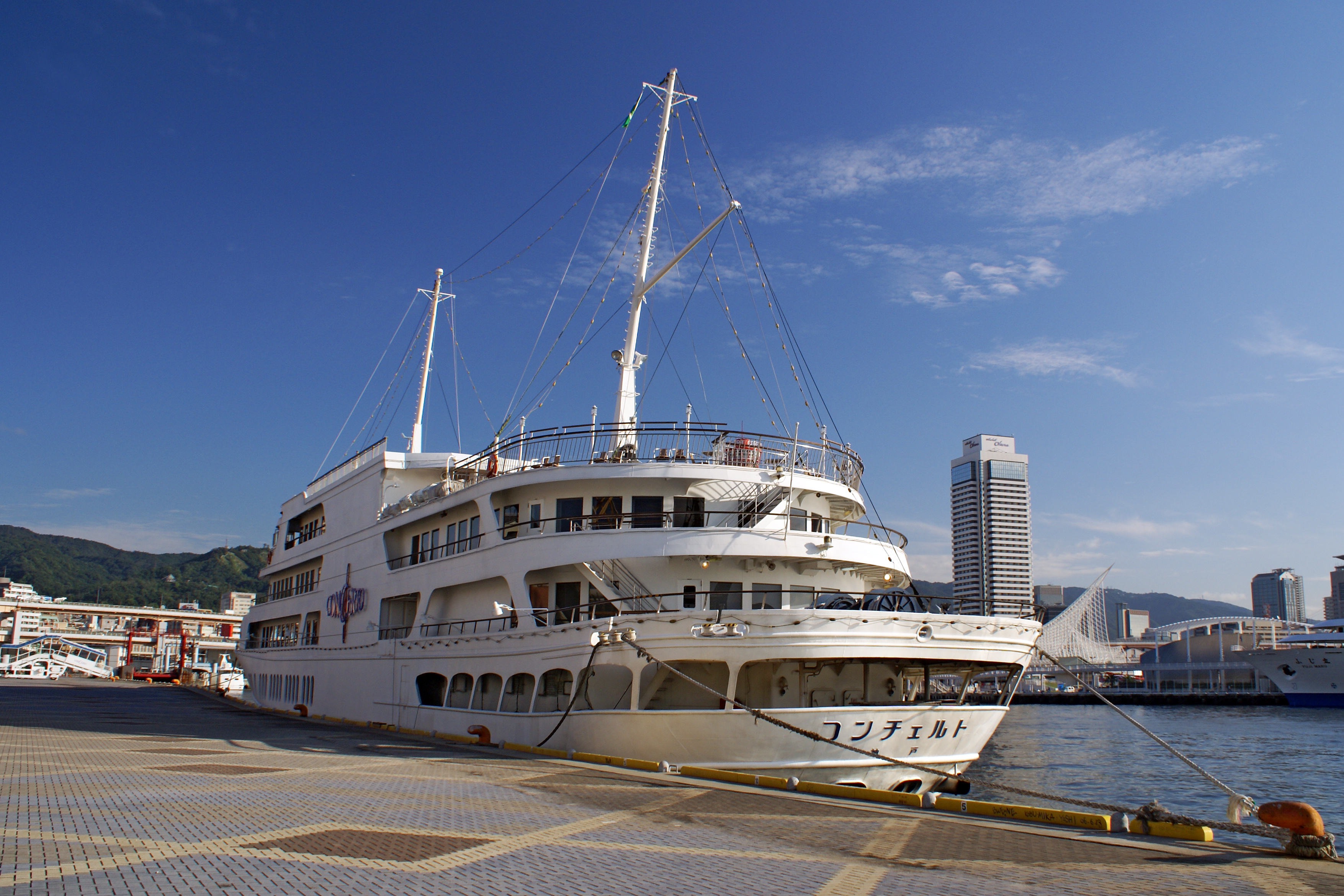
船尾（高浜旅客ターミナル）

コンチェルト（Concerto）は、神戸港で運航されているレストラン船。

## 概要
共同汽船などが出資したアーバン・クルーザーの発注により讃岐造船鉄工所で建造され、1993年に大阪港と神戸港を結ぶ大阪湾遊覧クルーズ船シルフィードとして就航した。
1995年1月17日、阪神・淡路大震災の発災時、定期検査を控えた本船は高浜岸壁に接岸中であった。高浜岸壁は地震で大きな被害を受けたものの、本船に被害はなく、当日午後に大阪の造船所へ回航され入渠、1月20日から寸断された陸路に代わる海上迂回路として、1日4往復、航海時間1時間30分の臨時運航を開始した。
その後、震災の影響による観光客の激減で運営会社が清算され、運航休止となった本船は小豆島で係船された。本船は海外売船される予定であったが、神戸港の復興のシンボルとして運航を再開することとなり、パソナグループなどの出資により、新たに運航会社が設立され、1997年に船名をコンチェルトに変更、1997年7月18日に復活した。
以前は株式会社神戸クルーザーにより運航していたが、2020年6月1日に株式会社Sevenseas cruiserへ運航が移管された。通常はレストラン船として、神戸ハーバーランドの高浜旅客ターミナル（神戸港高浜岸壁）から出航した後、主に同港周辺を周遊するクルーズで運航されている（詳細は後述）。また、通常航海のほか、さまざまな企画プランや船上ウェディングなども実施している。

## 就航航路
アーバンライナー（1993年 - 1996年）
- 神戸港（高浜岸壁） - 大阪（天保山ハーバービレッジ）

船内ではロイヤルホテルによるサービスが行われていた。
神戸クルーザー（1997年 - ）
レストラン船としての通常航海の場合は、出航後進路を西に取り、明石海峡大橋手前の垂水沖または須磨沖で引き返す。船上からは、神戸の街並みのほか、神戸空港、複数の造船所、和田岬、摩耶山・鉄拐山および鉢伏山など須磨アルプスの山々、平磯海岸、明石海峡および淡路島をはじめとした大阪湾の景色などが眺められる。
- ランチクルーズ： 12:00 - 14:00 （所要時間 2時間）
- ティークルーズ： 14:30 - 16:00 （所要時間 1時間30分）
- トワイライトクルーズ： 17:15- 19:00（所要時間 1時間45分）
- ナイトクルーズ： 19:30 - 21:30 （所要時間 2時間00分）

## 交通
乗船場所は、高浜旅客ターミナル（兵庫県神戸市中央区東川崎町1-6-1、umie MOSAIC前）である。
- 神戸駅（JR神戸線）から徒歩約10分。
- ハーバーランド駅（神戸市営地下鉄海岸線）から徒歩約10分。
- 高速神戸駅（阪急・阪神）から徒歩約15分。[1]